# Jetour T1
Jetour T1, известный на китайском рынке как Jetour Freedom (кит. 捷途自由者; пиньинь Jiétú Zìyóuzhě) или Jetour Shanhai T1 (кит. 山海T1) — компактный кроссовер, выпускающийся с 2024 года подразделением Jetour компании Chery.

## Описание
Jetour Shanhai T1 дебютировал в Китае в октябре 2024 года в виде подключаемого гибридного автомобиля (PHEV). В феврале 2025 года на китайском рынке была представлена негибридная версия, получившая название Jetour Freedom.
Freedom был разработан с умеренными внедорожными характеристиками с углом въезда 28 градусов, углом съезда 29 градусов, клиренсом 200 мм и заявленной глубиной брода 700 мм.
Центральная консоль Freedom оснащена сенсорным экраном диагональю 12,8 или 15,6 дюймов с информационно-развлекательной системой, встроенным чипом Qualcomm Snapdragon 8155 и 10,25-дюймовой жидкокристаллической приборной панелью. 

## Мировые рынки
В Китае автомобиль известен как Jetour Freedom или Jetour Shanhai T1.

### ОАЭ
16 декабря 2024 года Jetour T1 был представлен в Дубае. Поставки версии с 2,0-литровым бензиновым двигателем намечены на апрель 2025 года, а поставки подключаемой гибридной версии — в конце того же года.

### Саудовская Аравия
20 февраля 2025 года T1 был запущен в продажу в Эр-Рияде. Автомобили поставляются с 1,5-литровым бензиновым двигателем мощностью 125 кВт (168 л. с.) и крутящим моментом 270 Н⋅м или же с 2,0-литровым бензиновым двигателем мощностью 180 кВт (241 л. с.) и крутящим моментом 375 Н⋅м. Привод — полный.

## Технические характеристики
Подключаемая гибридная силовая установка состоит из 1,5-литрового бензинового двигателя с турбонаддувом мощностью 115 кВт (154 л. с.) и крутящим моментом 220 Н⋅м, работающего в паре с односкоростной специальной гибридной трансмиссией, а также электродвигателя мощностью 150 кВт (201 л. с.) и литий-железо-фосфатного аккумулятора ёмкостью 26,7 кВт⋅ч.
Переднеприводные автомобили с ДВС оснащаются 1,5-литровым бензиновым двигателем с турбонаддувом и семиступенчатой трансмиссией с двумя сцеплениями, в то время как полноприводные автомобили с ДВС оснащаются 2,0-литровым бензиновым двигателем с турбонаддувом и восьмиступенчатой автоматической трансмиссией с гидротрансформатором.
| Двигатель   | Код двигателя | Годы производства      | Трансмиссия  | Мощность                                                                                               | Крутящий момент                                                           | 0—100 км/ч                    | Максимальная скорость |
| ДВС         | ДВС           | ДВС                    | ДВС          | ДВС | ДВС                                                                       | ДВС                           | ДВС                   |
| ----------- | ------------- | ---------------------- | ------------ | --- | ------------------------------------------------------------------------- | ----------------------------- | --------------------- |
| 1.5 L turbo | SQRG4J15      | 2025 — настоящее время | 7-скор. DCT  | 135 кВт (181 л. с.) при 5500 об/мин                                                                    | 290 Н⋅м при 2000—3500 об/мин                                              |                               | 180 км/ч (112 миль/ч) |
| 2.0 L turbo | SQRG4J20      | 2025 — настоящее время | 8-скор. АКПП | 187 кВт (251 л. с.) при 5500 об/мин                                                                    | 390 Н⋅м при 1750—4000 об/мин                                              | 8,6 сек. (FWD) 8,8 сек. (AWD) | 180 км/ч (112 миль/ч) |
| Гибрид      |               |                        |              | |                                                                           |                               |                       |
| 1.5 L turbo | SQRH4J15      | 2024 — настоящее время | 1-скор. DHT  | ДВС: 115 кВт (154 л. с.) Электродвигатель: 150 кВт (201 л. с.) Суммарная мощность: 280 кВт (375 л. с.) | ДВС: 220 Н·м Электродвигатель: 310 Н⋅м Суммарный крутящий момент: 610 Н·м |                               | 180 км/ч (112 миль/ч) |